# The Creationist
The Creationist este cel de-al cincilea și ultimul disc single promovat de pe albumul de debut al cântăreței estoniene Kerli. Fiind un duet cu interpretul italian Cesare Cremonini cântecul a fost lansat în noiembrie 2009 și se bucura de succes moderat în Italia la începutul lui 2010.